# Lucius Aelius Lamia (praetor)
Lucius Aelius Lamia (Kr. e. 1. század) római politikus. A plebeius Aelia genshez tartozó, előkelő múltra visszatekintő Lamia család első ismert tagja.
Lamia lovagrendi politikusként azzal tűnt ki, hogy Kr. e. 63-ban messzemenően támogatta Marcus Tullius Cicero consult a Catilina-összeesküvés letörésében. Szolgálatai oly nagyok voltak, hogy a néppárt (populares) egyik fő ellenségének tekintette, és Kr. e. 58-ban elérte száműzésését Aulus Gabinius és Lucius Piso consulok nyomására. Visszahívásának ideje nem ismeretes, mindenesetre a kibontakozó polgárháborúban valószínűleg Caius Iulius Caesar mellé állt – tudjuk ugyanis, hogy Kr. e. 45-ben emelkedett aedilisi rangra. Ebben az időben Ciceróval bensőséges viszonyt ápolt, a szónok pedig két levelében is kérte Marcus Iunius Brutust, hogy támogassa Lamiát a praetori magistratura elnyerésében. Úgy tűnik, ez így is történt, így Kr. e. 43-ban – Cicero megölésének évében – Lamia praetor lett.
Halálának időpontja nem ismeretes, de feltehetően ő az a praetorviselt Lucius Lamia, akiről Valerius Maximus megőrizte az alábbi történetet: miután a halottnak hitt Lamiát a halotti máglyára helyezték, és meggyújtották az építményt, az feléledt és beszélni kezdett; azonban a megmentéséhez már túl késő volt, és élve emésztették el a lángok.
Fiát, aki Kr. u. 3-ban emelkedett consuli rangra, szintén Lucius Aelius Lamiának nevezték.